# 베이징 세계공원

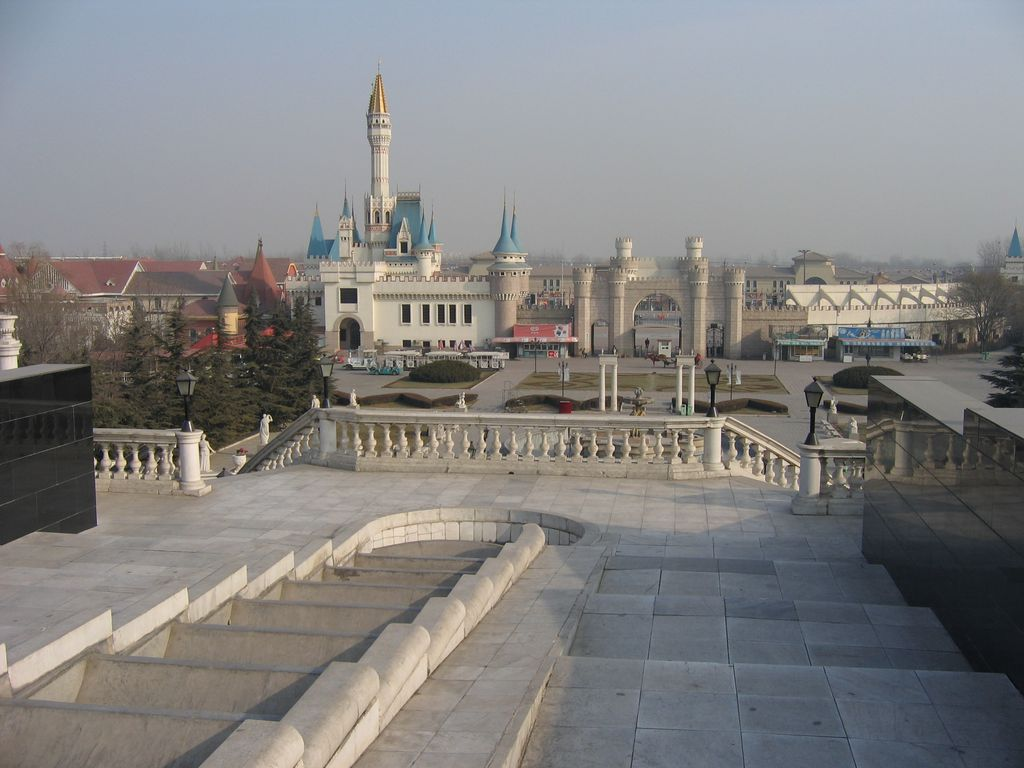
베이징 세계공원

베이징 세계공원(중국어 간체자: 北京世界公园, 정체자: 北京世界公園, 병음: Běijīng Shìjiè Gōngyuán)은 중화인민공화국 베이징시 펑타이 구에 있는 테마파크이다. 세계 각지에 있는 랜드마크들의 미니어처를 전시하고 있다.
1993년 10월 25일에 개관했으며 면적은 46.7ha이다. 천안문에서 약 17km, 베이징 수도 국제공항에서 약 40km 정도 떨어진 곳에 위치한다. 해마다 1,500,000명에 달아는 관광객들이 방문한다.

## 같이 보기
- 세계대관
- 세계지창